# William Floyd School District

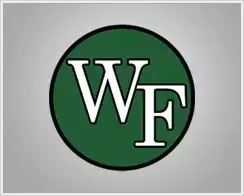
Logo de la William Floyd Union Free School District

Le district scolaire William Floyd est situé dans la zone sud de la ville de Brookhaven, à Long Island, dans l'État de New York.

## Écoles
Écoles maternelles (-5 ans)
- John S. Hobart Elementary School
- Moriches Elementary School
- Tangier Smith Elementary School
- William Floyd Elementary School (nommé en l'honneur de William Floyd)
- Nathaniel Woodhull Elementary School

Middle schools (6 à 8 ans)
- William Floyd Middle School
- William Paca Middle School (nommé en l'honneur de William Paca)

High school (9 à 12 ans)
- William Floyd High School

## Source
- (en) Cet article est partiellement ou en totalité issu de l’article de Wikipédia en anglais intitulé « William Floyd School District » (voir la liste des auteurs).